# Ghioldum
Ghioldum – wieś w Rumunii, w okręgu Prahova, w gminie Cocorăștii Colț. W 2011 roku liczyła 201 mieszkańców.